# Херемон Александрийский
Херемон Александрийский (др.-греч. Χαιρήμων ὁ Ἀλεξανδρεύς) — стоический философ, историк и филолог I века н. э.. Был жрецом в Серапеуме в Александрии, написал несколько не сохранившихся сочинений, в том числе «Истории Египта». В 49 году был вызван в Рим, где позднее стал наставником императора Нерона.